# Амондара
Амондара (тадж. Амондара) — посёлок в Пенджикентском районе Согдийской области Таджикистана в 24 км от районного центра. В 2009 году в посёлке проживало 3056 человек. Помимо таджиков, составляющих основное население, здесь проживают русские и узбеки. Население занято преимущественно сфере сельского хозяйства. 
Административно входит в состав джамоата Амондара .